# Waltraud Pöhland
Waltraud Pöhland, née le 16 septembre 1952 à Wünschendorf-sur-Elster en Thuringe et mariée Strotzer (dès 1974), est une ancienne athlète est-allemande qui courait en demi-fond dans les années 1960 et 1970.
Sur 1000 m, elle courait le 5 septembre 1969 en 2 min 42 s 1 une meilleure performance mondiale (entre 1934 et 1990, l'IAAF ne reconnaissait pas de record du monde sur cette distance).
Sur 800 m, elle a été deux fois médaillée en junior au niveau continental. Elle a participé à trois championnats d'Europe, manquant à chaque fois la finale. Elle a été deux fois sacrée championne de RDA, en 1967 sur 800 m et en 1975 sur 1 500 m.
Waltraud Pöhland faisait partie du SC Motor Jena et avait, en compétition, un poids de forme de 51 kg pour 1.63 m.

## Palmarès

### Championnats d'Europe d'athlétisme
- Championnats d'Europe d'athlétisme de 1966 à Budapest ( Hongrie)
  - éliminée en série sur 800 m
- Championnats d'Europe d'athlétisme de 1969 à Athènes ( Grèce)
  - éliminée en série sur 800 m
- Championnats d'Europe d'athlétisme de 1971 à Helsinki ( Finlande)
  - éliminée en série sur 800 m

### Championnats d'Europe Junior d'athlétisme
- Jeux européens Junior d'athlétisme de 1968 à Leipzig ( Allemagne de l'Est)
  -  Médaille d'argent sur 800 m
- Championnats d'Europe junior d'athlétisme de 1970 à Paris ( France)
  -  Médaille d'or sur 800 m

## Record
- Record du monde du relais 4 × 800 m en 8 min 33 s 0 avec le relais est-allemand composé de Schmidt-Hoffmeister-Pöhland-Wieck le 4 octobre 1969 (sera battu par le relais britannique composé de Stirling-Casey-Lowe-Board)

## Sources
- (de) Cet article est partiellement ou en totalité issu de l’article de Wikipédia en allemand intitulé « Waltraud Strotzer » (voir la liste des auteurs).